# Agapetes subcordata
Agapetes subcordata är en ljungväxtart som beskrevs av Elmer Drew Merrill. Agapetes subcordata ingår i släktet Agapetes och familjen ljungväxter. Inga underarter finns listade i Catalogue of Life.